# Majski Vrh
Majski vrh je naselje v Občini Videm.